# Уаллауа (озеро)
Уаллауа (англ. Wallowa Lake) — горное озеро ледникового происхождения, расположенное в 1,6 км к югу от города Джозеф (штат Орегон, США) на высоте 1333 м над уровнем моря. Узкое и лентообразное озеро, окруженное высокими моренами, образовано серией плейстоценовых ледников. На южной оконечности озера, которое использовалось для отдыха, по крайней мере, с 1880 года, находится небольшое поселение, состоящее из домов отдыха, жилых строений, ресторанов, а также других небольших предприятий. Здесь же находится парк штата Уаллауа-Лейк.

## Геология и формирование
Озеро Уаллауа является классическим примером озера, забитого моренами, которое использовалось в учебниках по геологии как образец. Морены начинаются значительно ниже поверхности воды и поднимаются на высоту более 270 м над озером. До того, как ледниковый покров сложился настолько, что образовались морены, которые в настоящее время окружают озеро, в долине был крупный флювиальный конус выноса, сформированный рекой Уаллауа, которая приносила отложения в долину. Речные отложения были вытеснены ледниками, продвигавшимися на север в долину. В то время как ледники сдвигали речные наносы, они также врезались глубоко в землю. Количество ледников, образовавших морены, насчитывается от 8 до 9. Они образовали стены, сформировавшие озеро. Последний ледник входил в долину около 17 тыс. лет назад и известен как ледник Уаллауа. Его морены формируют бо́льшую часть берега озера. Около ледникового озера, выше в окружающих горах, есть свидетельства нескольких последующих наступлений ледников. Происходящие после формирования озера Уаллауа, они, однако, не достигали озера. Последние такие ледники были 11 — 10 тыс. лет назад.

## История
До исследования области и формирования штата Орегон территория вокруг озера была заселена группой Уаллауа индейского племени не-персе. Озеро и его окрестности были гарантированы не-персе в рамках Договора 1855 года. Это продолжалось до открытия золота в этом районе и последующей за этим золотой лихорадки. Конфликт с золотоискателями и другими пришельцами привёл в 1863 году к новым переговорам, в ходе которых государственные агенты стремились сократить резервацию и исключить округ Уаллауа из её границ. Индейцы Уаллауа отклонили предложенный договор и отказался его подписывать. Тем не менее, руководители других групп племени из районов, оставшихся в пределах резервации и не затронутых новыми границами, подписали контракт, что поместило группу Уаллауа за пределами резервации не-персе. К 1877 году давление со стороны новых поселенцев спровоцировало насилие, в том числе убийство поселенцев из Айдахо некоторыми молодыми воинами не-персе. Чтобы не подчиняться американским представлениям о справедливости, молодой вождь Джозеф в октябре 1877 года увёл Уаллауа с их родины. После войны правительство США взяло землю и предоставило её к заселению. Это привело к образованию многих близлежащих городов.
После капитуляции вождь Джозеф и индейцы не-персе были изгнаны из этого района. Сейчас на озере и в прилегающих к нему городах установлено много памятников и знаков в память о не-персе и о прошедшей войне. В 1880 году город, ближайший к озеру Уаллауа, был назван в честь вождя Джозефа. Эта война была одна из последних американских войн с индейцами и используется как пример несправедливого отношения властей к коренным жителям.